# Paul Robeson
 Der er for få eller ingen kildehenvisninger i denne artikel, hvilket er et problem. Du kan hjælpe ved at angive troværdige kilder til de påstande, som fremføres i artiklen.

Paul Leroy Robeson (født 9. april 1898 - død 23. januar 1976)  var en amerikansk skuespiller og sanger. Kendt for sin basstemme som kunne gå helt ned til C under bas-nøglen, var han en af de anerkendte basstemmer i amerikansk musik. Foruden sine sceneoptrædener var hans fortolkninger af gamle  spirituals populære; Robeson var den første til at bringe dem til koncert-scenen. 

## Baggrund og karriere
Han blev født i Princeton, New Jersey, som søn af en frigivet slave og presbyterianer. Han blev den tredje afro-amerikanske student som blev optaget ved Rutgers University, hvor han udmærkede sig indenfor idrætsgrene som amerikansk fodbold, baseball, basketball og atletik (1916-1919).  Derefter studerede han jura ved Columbia University i New York (1920-23), som han delvist finansierede med professionel fodbold.  
Han blev også kendt i opsætninger som Taboo (New York og London, 1922), flyttede til London (1928) og kom med i Othello (London, 1930), som blev fortsat på Broadway, gav ham Spingarn-medaljen (1945), og flere opsætninger af Shakespeare.  Han spillede med  i elleve spillefilm, og var Porgy i George Gershwins Porgy and Bess (1936). Hans fortolkninger af afro-amerikanske folkesange gav ham verdensberømmelse, særligt Go Down Moses. I Danmark var det især filmen «Show Boat» fra 1936 og sangen «Ol' Man River» som gjorde ham kendt.

## Politisk indstilling
Robeson var delvist tilhænger af både Sovjetunionen og af panafrikansk ideologi, og insisterede på ikke at skulle svare hvorvidt han var kommunist, bl.a. under mccarthyismen. Han tog aktivt del i borgerrettighedsbevægelsen i USA, selvom hans politiske grundsyn gjorde at han aldrig blev nogen frontfigur. Han blev i perioden 1947-1958 nægtet udrejse og pas af myndighederne i USA for det som blev kaldt u-amerikanske meninger, det vil sige meninger som amerikanske myndigheder opfattede som uønskede. Efter dette bosatte han sig nogle år i Storbritannien, før han i 1963 vendte tilbage til USA. Paul Robeson blev tildelt Lenins fredspris  i 1953. Han har fået en stjerne på Hollywood Walk of Fame.